# Урибе, Мануэль
Мануэль "Меме" Урибе Гарза (исп. Manuel Uribe; 11 июня 1965 — 26 мая 2014) — один из самых тяжёлых людей за всю историю медицины.
С 2001 года, после того как набрал массу 587 кг, был не в состоянии покидать постель. В 2007 году его масса составляла 560 кг, и он был самым тяжёлым человеком из живущих.
Мануэль Урибе обратился за помощью по телевидению. Поступило много предложений о выполнении ему бариатрической операции, направленной на снижение веса, однако он от неё отказался, решив худеть с помощью правильного питания. Урибе стал придерживаться белковой диеты, и к 2008 году его масса снизилась до 381 кг. Впервые за много лет он самостоятельно вышел на улицу.
В 2006 году Мануэль познакомился с 36-летней Клаудией Солис, которая время от времени приходила стричь Мануэлю волосы и ногти. Затем её визиты переросли в дружбу, которая продолжалась, несмотря на протесты родных Клаудии. В октябре 2008 году Мануэль сделал ей предложение, которое женщина приняла. На тот момент масса Мануэля составляла 330 кг, Клаудии — около 67 кг.
На март 2011 года Мануэль с помощью диеты и физических упражнений сумел уменьшить свою массу на 187 кг. В марте 2012 года имел массу 444 кг. Вскоре уменьшил свою массу до 330 кг.
Проживал в городе Монтеррей в Мексике. Умер от осложнений в больнице Монтеррея 26 мая 2014 года.